# Cayratia pterita
Cayratia pterita är en vinväxtart som först beskrevs av Merrill, och fick sitt nu gällande namn av Eduardo Quisumbing y Argüelles. Cayratia pterita ingår i släktet Cayratia och familjen vinväxter. Inga underarter finns listade i Catalogue of Life.